# Srbijansko-crnogorska nogometna reprezentacija
Nogometna reprezentacija Srbije i Crne Gore je nastupala od 4. veljače 2003. do završetka Svjetskog prvenstva 2006., a od 1993. do 2003., zvala se Nogometna reprezentacija SR Jugoslavije. Iako je državna zajednica Srbija i Crna Gora prestala postojati od osamostaljenja Crne Gore, 21. svibnja 2006., reprezentacija je igrala pod tim imenom do 9. srpnja i završetka Svjetskog prvenstva koji je bio u tijeku.
Danas, ova je reprezentacija podijeljena na Srbijansku nogometnu reprezentaciju i Crnogorsku nogometnu reprezentaciju. Reprezentacija SICG i SRJ bila je pod kontrolom NS Srbije i Crne Gore / SR Jugoslavije.

## Nastupi
Pod ovim imenom, nogometna reprezentacija Srbije i Crne Gore je odigrala 35 službenih utakmica: 
- 5 utakmica u kvalifikacijama za Europsko prvenstvo 2004.
- 10 utakmica u kvalifikacijama za Svjetsko prvenstvo 2006.
- 3 utakmice na Svjetskom prvenstvu 2006.
- 2 utakmice na Kirin kupu 2004.
- 2 utakmice na Kupu Valerija Lobanovskog 2005.
- 13 prijateljskih utakmica

## Izbornici
| #  | Izbornik        | Razdoblje     | Uta. | Pob. | Izj. | Por. | PoP. | PrP. | GR  | Bod. |
| -- | --------------- | ------------- | ---- | ---- | ---- | ---- | ---- | ---- | --- | ---- |
| 1. | Dejan Savićević | 2003.         | 5    | 0    | 0    | 5    | 3    | 10   | -7  | 0    |
| 2. | Ilija Petković  | 2003. – 2006. | 30   | 11   | 10   | 9    | 39   | 28   | +11 | 43   |
|    | Ukupno          | 2003. – 2006  | 35   | 11   | 10   | 14   | 42   | 38   | +4  | 43   |

## Sastav na SP 2006.
Posljednji sastav nogometne reprezentacije Srbije i Crne Gore:
| Dres           | Ime i prezime      | Nogometni klub           | Rođen               |
| Vratari        |                    |                          |                     |
| -------------- | ------------------ | ------------------------ | ------------------- |
| 1              | Dragoslav Jevrić   | BB Ankaraspor            | 8. srpnja 1974.     |
| 12             | Oliver Kovačević   | CSKA Sofija              | 29. rujna 1974.     |
| 23             | Vladimir Stojković | FK Crvena zvezda         | 29. srpnja 1983.    |
| Braniči        |                    |                          |                     |
| 3              | Ivica Dragutinović | Sevilla FC               | 13. studenog 1975.  |
| 5              | Nemanja Vidić      | Manchester United FC     | 21. listopada 1981. |
| 6              | Goran Gavrančić    | Dinamo Kijev             | 2. kolovoza 1978.   |
| 13             | Dušan Basta        | FK Crvena zvezda         | 18. kolovoza 1984.  |
| 14             | Nenad Đorđević     | FK Partizan              | 7. kolovoza 1979.   |
| 15             | Milan Dudić        | FK Crvena zvezda         | 1. studenog 1979.   |
| 20             | Mladen Krstajić    | FC Schalke 04            | 4. ožujka 1974.     |
| Vezni igrači   |                    |                          |                     |
| 2              | Ivan Ergić         | FC Basel                 | 21. siječnja 1981.  |
| 4              | Igor Duljaj        | Šahtar Donjeck           | 29. listopada 1979. |
| 7              | Ognjen Koroman     | Portsmouth FC            | 19. rujna 1978.     |
| 10             | Dejan Stanković    | FC Internazionale Milano | 11. rujna 1978.     |
| 11             | Predrag Đorđević   | Olympiakos CFP           | 4. kolovoza 1972.   |
| 17             | Albert Nađ         | FK Partizan              | 29. listopada 1974. |
| 18             | Zvonimir Vukić     | FK Partizan              | 19. srpnja 1979.    |
| 22             | Saša Ilić          | Galatasaray SK           | 30. prosinca 1977.  |
| Napadači       |                    |                          |                     |
| 8              | Mateja Kežman      | Atlético de Madrid       | 12. travnja 1979.   |
| 9              | Savo Milošević     | CA Osasuna               | 2. rujna 1973.      |
| 16             | Dušan Petković     | OFK Beograd              | 13. lipnja 1974.    |
| 19             | Nikola Žigić       | FK Crvena zvezda         | 25. rujna 1980.     |
| 21             | Danijel Ljuboja    | VfB Stuttgart            | 4. rujna 1978.      |
| Trener         |                    |                          |                     |
| Ilija Petković |                    |                          |                     |

## Popis strijelaca
Prikazan je popis strijelaca koji su postigli pogotke za reprezentaciju Srbije i Crne Gore. Ukupno su postignuta 42 pogotka, koje su postigli 16 igrača.
| #   | Igrač             | SiCG | SiCG  | Ukupno | Ukupno |
| #   | Igrač             | gol. | nast. | gol.   | nast.  |
| --- | ----------------- | ---- | ----- | ------ | ------ |
| 1.  | Mateja Kežman     | 7    | 22    | 17     | 49     |
| 2.  | Zvonimir Vukić    | 6    | 24    | 6      | 26     |
| 3.  | Nenad Jestrović   | 5    | 12    | 5      | 12     |
| 4.  | Saša Ilić         | 4    | 17    | 4      | 37     |
| 5.  | Dejan Stanković   | 4    | 21    | 13     | 78     |
| 6.  | Nikola Žigić      | 4    | 13    | 13     | 33     |
| 7.  | Savo Milošević    | 3    | 29    | 37     | 102    |
| 8.  | Darko Kovačević   | 1    | 8     | 10     | 59     |
| 9.  | Danijel Ljuboja   | 1    | 16    | 1      | 19     |
| 10. | Nenad Đorđević    | 1    | 14    | 1      | 17     |
| 11. | Dragan Mladenović | 1    | 17    | 1      | 17     |
| 12. | Branko Bošković   | 1    | 8     | 1      | 12     |
| 13. | Ivica Ilijev      | 1    | 2     | 1      | 2      |
| 14. | Nemanja Vidić     | 1    | 17    | 2      | 36     |
| 15. | Ognjen Koroman    | 1    | 19    | 1      | 36     |
| 16. | Veljko Paunović   | 1    | 1     | 1      | 2      |

## Poznati igrači
| - Predrag Đorđević - Ivan Ergić - Saša Ilić - Vladimir Jugović - Mateja Kežman - Slobodan Komljenović - Ognjen Koroman | - Darko Kovačević - Ivica Kralj - Mladen Krstajić - Danijel Ljuboja - Siniša Mihajlović - Predrag Mijatović - Savo Milošević | - Dejan Savićević - Dejan Stanković - Miroslav Stević - Dragan Stojković - Nemanja Vidić - Zvonimir Vukić - Nikola Žigić |

## Vanjske poveznice
- Službena stranica  Arhivirana inačica izvorne stranice od 10. srpnja 2007. (Wayback Machine)
- Navijačka stranica  Arhivirana inačica izvorne stranice od 11. svibnja 2008. (Wayback Machine)